# Mont Pierre
Le mont Pierre est un volcan de France, point culminant de la Grande île, dans les îlots des Apôtres de l'archipel Crozet, avec 292 mètres d'altitude.